# Rally de Portugal de 2024
El Rally de Portugal de 2024, oficialmente 57.º Vodafone Rally de Portugal, fue la quincuagésima séptima edición, la quinta ronda de la temporada 2024 del Campeonato Mundial de Rally y la cuarta del Campeonato de Portugal de Rally. Se celebró del 9 al 12 de mayo y contó con un itinerario de veintidós tramos sobre tierra que sumaban un total de 337,04 km cronometrados. Fue también la quinta ronda de los campeonatos WRC-2 y WRC-3.
El ganador de la prueba fue el francés Sébastien Ogier quien consiguió su sexagésima victoria mundialista y la sexta en esta prueba, convirtiéndose en el piloto más ganador de la prueba con seis victoria superando las cinco que ostenta el finés Markku Alén. Ogier, en su primera aparición mundialista en un evento sobre grava desde el Rally de Acrópolis el año pasado, tuvo problemas inicialmente con el equilibrio de su Toyota GR Yaris Rally1 el viernes por la mañana. Sin embargo, un gran impulso en la novena etapa llevó al francés de la cuarta a la segunda posición, a sólo un segundo del líder, su compañero de equipo y también piloto a tiempo parcial Kalle Rovanpera. Ogier se hizo con el liderato del rally en la undécima etapa cuando Rovanpera calculó mal una curva a derechas y chocó contra un árbol, lo que hizo que su GR Yaris Rally1 volcara. La batalla por la victoria se convirtió en un mano a mano con Ott Tänak después de que el líder del viernes por la mañana, Takamoto Katsuta, chocara contra una roca en la 12.ª etapa, causando daños terminales en la suspensión trasera de su Toyota. Un pinchazo lento de Tanak en la 13.ª etapa le costó 13,8 segundo frente a Ogier, que se puso de nuevo en cabeza, que mantendría hasta el final. Las victorias consecutivas de Tanak en Felgueiras 2 y Montim 2 presionaron a Ogier y la diferencia se redujo a 7,8 segundos. Ogier respondió de inmediato para abrir una ventaja que controló durante las cuatro etapas del domingo para adjudicarse la victoria. Thierry Neuville llegó a rodar segundo el viernes por la mañana después de abrir admirablemente la carretera antes de caer hasta la sexta posición. Los dramáticos resultados de Rovanpera y Katsuta ayudaron a escalar posiciones en la tabla de clasificación, terminando el sábado en tercera posición después de que el Hyundai Shell Mobis WRT dijera a su tercer piloto, Dani Sordo, que retrocediera al quedar por detrás del líder del campeonato, que terminó finalmente en la última posición del podio.
En el WRC-2, el ganador fue el español Jan Solans quien se convirtió en el primer español en ganar en la categoría, además de conseguir la primera victoria del Toyota GR Yaris Rally2 en el mundial. Tres pilotos se mostraron especialmente rápidos, inalcanzables, en la jornada del viernes. Sin embargo, los tres sufrieron percances el sábado: accidente de Oliver Solberg en Montim, pinchazo de Yohan Rossel en Paredes y salida de pista de Gus Greensmith en la segunda pasada por Felgueiras. Esto dejó a Josh McErlean y a Jan Solans peleando ‘codo con codo’ por la victoria. Y, aunque el irlandés fue muy rápido en los dos primeros tramos de la tarde del sábado, fue el español quien elevó el ritmo en las tres últimas especiales, especialmente en Amarante para terminar el sábado con ocho segundos de ventaja. Aún quedaban los cuatro tramos del domingo, y McErlean ha salido a por todas esta mañana. En Cabeceiras de Basto le ha robado cinco segundos a Solans y en Fafe han caído otros 3,1 segundos, de modo que pasaba a liderar el rally por una décima. Pero Solans ha sacado todo su talento a relucir en la recta final del rally. En la segunda pasada por Cabeceiras de Basto le ha metido 6,5 segundos y en Fafe sólo ha perdido 3,2 segundos, así que ha sido el ganador por solo 3,2 segundos.
En el WRC-3, el ganador fue el paraguayo Diego Dominguez Jr quien consiguió su cuarta victoria en la categoría. La lucha por la victoria se estaba dando entre dos sudamericanos, Dominguez y Bruno Bulacia estaban luchando mano a mano por la victoria, con Bulacia liderando el rally hasta el mediodía del sábado, en la primera etapa de la tarde Dominguez se hizo con el liderato de la prueba y en la segunda pasada por Amarante, Bulacia perdió más de dos minutos dejando solo al piloto guaraní con un minuto y 50 segundos de ventaja frente al francés Mattéo Chatillon. Dominguez sin oposición, administro su ventaja hasta la meta para ganar su primer rally de la temporada, Chatillon consiguió su segundo podio tras el conseguido la fecha pasada, mientras que Bulacia tras el problema del sábado, terminó en la tercera posición.

## Lista de inscritos
| Num.                       | Piloto                   | Copiloto                   | Equipo                           | Automóvil                | Neu.                     |
| World Rally Championship   | World Rally Championship | World Rally Championship   | World Rally Championship         | World Rally Championship | World Rally Championship |
| -------------------------- | ------------------------ | -------------------------- | -------------------------------- | ------------------------ | ------------------------ |
| 6                          | Dani Sordo               | Cándido Carrera            | Hyundai Shell Mobis WRT          | Hyundai i20 N Rally1     | P                        |
| 8                          | Ott Tänak                | Martin Järveoja            | Hyundai Shell Mobis WRT          | Hyundai i20 N Rally1     | P                        |
| 11                         | Thierry Neuville         | Martijn Wydaeghe           | Hyundai Shell Mobis WRT          | Hyundai i20 N Rally1     | P                        |
| 13                         | Grégoire Munster         | Louis Louka                | M-Sport Ford WRT                 | Ford Puma Rally1         | P                        |
| 16                         | Adrien Fourmaux          | Alexandre Coria            | M-Sport Ford WRT                 | Ford Puma Rally1         | P                        |
| 17                         | Sébastien Ogier          | Vincent Landais            | Toyota Gazoo Racing WRT          | Toyota GR Yaris Rally1   | P                        |
| 18                         | Takamoto Katsuta         | Aaron Johnston             | Toyota Gazoo Racing WRT          | Toyota GR Yaris Rally1   | P                        |
| 33                         | Elfyn Evans              | Scott Martin               | Toyota Gazoo Racing WRT          | Toyota GR Yaris Rally1   | P                        |
| 69                         | Kalle Rovanperä          | Jonne Halttunen            | Toyota Gazoo Racing WRT          | Toyota GR Yaris Rally1   | P                        |
| World Rally Championship 2 |                          |                            |                                  |                          |                          |
| 20                         | Oliver Solberg           | Elliott Edmondson          | Toksport WRT                     | Škoda Fabia RS Rally2    | P                        |
| 21                         | Yohan Rossel             | Arnaud Dunand              | DG Sport Compétition             | Citroën C3 Rally2        | P                        |
| 22                         | Gus Greensmith           | Jonas Andersson            | Toksport WRT                     | Škoda Fabia RS Rally2    | P                        |
| 23                         | Pepe López               | David Vázquez Liste        | Pepe López                       | Škoda Fabia RS Rally2    | P                        |
| 24                         | Sami Pajari              | Enni Mälkönen              | Printsport                       | Toyota GR Yaris Rally2   | P                        |
| 25                         | Nikolay Gryazin          | Konstantin Aleksandrov     | DG Sport Compétition             | Citroën C3 Rally2        | P                        |
| 26                         | Georg Linnamäe           | James Morgan               | Georg Linnamäe                   | Toyota GR Yaris Rally2   | P                        |
| 27                         | Roope Korhonen           | Anssi Viinikka             | Roope Korhonen                   | Toyota GR Yaris Rally2   | P                        |
| 28                         | Jan Solans               | Rodrigo Sanjuan de Eusebio | Jan Solans                       | Toyota GR Yaris Rally2   | P                        |
| 29                         | Lauri Joona              | Janni Hussi                | Lauri Joona                      | Škoda Fabia RS Rally2    | P                        |
| 30                         | Yuki Yamamoto            | Marko Salminen             | Toyota Gazoo Racing WRT NG       | Toyota GR Yaris Rally2   | P                        |
| 31                         | Pierre-Louis Loubet      | Loris Pascaud              | Toksport WRT                     | Škoda Fabia RS Rally2    | P                        |
| 32                         | Teemu Suninen            | Mikko Markkula             | Teemu Suninen                    | Hyundai i20 N Rally2     | P                        |
| 34                         | Marco Bulacia            | Diego Vallejo              | Marco Bulacia                    | Citroën C3 Rally2        | P                        |
| 35                         | Kris Meeke               | Stuart Loudon              | Kris Meeke                       | Hyundai i20 N Rally2     | P                        |
| 36                         | Fabrizio Zaldivar        | Marcelo Der Ohannesian     | Fabrizio Zaldivar                | Škoda Fabia RS Rally2    | P                        |
| 37                         | Hikaru Kogure            | Topi Matias Luhtinen       | Toyota Gazoo Racing WRT NG       | Toyota GR Yaris Rally2   | P                        |
| 38                         | Josh McErlean            | James Fulton               | Josh McErlean                    | Škoda Fabia RS Rally2    | P                        |
| 39                         | William Creighton        | Liam Regan                 | Motorsport Ireland Rally Academy | Ford Fiesta Rally2       | P                        |
| 40                         | Martin Prokop            | Michal Ernst               | Martin Prokop                    | Škoda Fabia RS Rally2    | P                        |
| 41                         | Armindo Araújo           | Luís Ramalho               | Armindo Araújo                   | Škoda Fabia RS Rally2    | P                        |
| 43                         | Ricardo Teodósio         | José Teixeira              | Ricardo Teodósio                 | Hyundai i20 N Rally2     | P                        |
| 44                         | José Pedro Fontes        | Inês Ponte                 | José Pedro Fontes                | Citroën C3 Rally2        | P                        |
| 45                         | Roberto Daprà            | Luca Guglielmetti          | Roberto Daprà                    | Škoda Fabia Rally2 evo   | P                        |
| 46                         | Lewis Bates              | Anthony McLoughlin         | Lewis Bates                      | Toyota GR Yaris Rally2   | P                        |
| 47                         | Rakan Al-Rashed          | Hugo Magalhães             | Printsport                       | Škoda Fabia RS Rally2    | P                        |
| 48                         | Pedro Almeida            | Mário Castro               | Pedro Almeida                    | Škoda Fabia Rally2 evo   | P                        |
| 49                         | Sergi Pérez Jr           | Axel Coronado              | Sergi Pérez Jr                   | Škoda Fabia RS Rally2    | P                        |
| 50                         | Paulo Neto               | Nuno Mota Ribeiro          | Paulo Neto                       | Škoda Fabia Rally2 evo   | P                        |
| 51                         | Patrick Déjean           | Yannick Jammes             | Patrick Déjean                   | Ford Fiesta R5           | P                        |
| 52                         | Lucas Simões             | Valter Cardoso             | Lucas Simões                     | Ford Fiesta Rally2       | P                        |
| 53                         | Alejandro Mauro Sánchez  | Adrián Pérez Fernández     | Alejandro Mauro Sánchez          | Škoda Fabia RS Rally2    | P                        |
| 54                         | Diogo Salvi              | Carlos Magalhães           | Diogo Salvi                      | Škoda Fabia Rally2 evo   | P                        |
| 55                         | Miguel Granados          | Marc Martí                 | Miguel Granados                  | Škoda Fabia RS Rally2    | P                        |
| 56                         | James Leckey             | Stephen McAuley            | James Leckey                     | Citroën C3 Rally2        | P                        |
| 57                         | Pierre Lafay             | Charlyne Quartini          | Pierre Lafay                     | Citroën C3 Rally2        | P                        |
| 58                         | Ernesto Cunha            | Rui Raimundo               | Ernesto Cunha                    | Škoda Fabia Rally2 evo   | P                        |
| 59                         | Juan Carlos Peralta      | Víctor Pérez Couto         | Juan Carlos Peralta              | Škoda Fabia RS Rally2    | P                        |
| 60                         | Daniel Alonso Villarón   | Alejandro López            | Past Racing                      | Ford Fiesta Rally2       | P                        |
| 61                         | Jean-Michel Raoux        | Isabelle Galmiche          | Jean-Michel Raoux                | Toyota GR Yaris Rally2   | P                        |
| World Rally Championship 3 |                          |                            |                                  |                          |                          |
| 62                         | Jan Černý                | Ondřej Krajča              | Jan Černý                        | Ford Fiesta Rally3       | P                        |
| 63                         | Diego Dominguez Jr       | Rogelio Peñate             | Diego Dominguez Jr               | Ford Fiesta Rally3       | P                        |
| 64                         | Mattéo Chatillon         | Maxence Cornuau            | Mattéo Chatillon                 | Renault Clio Rally3      | P                        |
| 65                         | Bruno Bulacia            | Gabriel Morales            | Bruno Bulacia                    | Ford Fiesta Rally3       | P                        |
| 66                         | Ghjuvanni Rossi          | Kylian Sarmezan            | Ghjuvanni Rossi                  | Renault Clio Rally3      | P                        |
| 67                         | Tristan Charpentier      | Florian Barral             | Tristan Charpentier              | Ford Fiesta Rally3       | P                        |
| 68                         | Tom Pieri                | Alexis Maillefert          | Tom Pieri                        | Renault Clio Rally3      | P                        |
| 70                         | Nuno Caetano             | Sofia Mouta                | Nuno Caetano                     | Ford Fiesta Rally3       | P                        |
| 71                         | Slaven Šekuljica         | Damir Petrović             | Slaven Šekuljica                 | Ford Fiesta Rally3       | P                        |
| Fuente: ewrc-results.com   |                          |                            |                                  |                          |                          |

## Itinerario
| Día                      | Tramo | Nombre                | Distancia | Ganador          | Automóvil              | Tiempo  | Líder de la general |
| ------------------------ | ----- | --------------------- | --------- | ---------------- | ---------------------- | ------- | ------------------- |
| Día 1 (9 de mayo)        | -     | Baltar (Shakedown)    | 4.61 km   | Dani Sordo       | Hyundai i20 N Rally1   | 2:51.2  | -                   |
| Día 1 (9 de mayo)        | SS1   | SSS Figueira da Foz   | 2.94 km   | Thierry Neuville | Hyundai i20 N Rally1   | 2:24.2  | Thierry Neuville    |
| Día 2 (10 de mayo)       | SS2   | Mortágua 1            | 18.15 km  | Takamoto Katsuta | Toyota GR Yaris Rally1 | 11:30.4 | Thierry Neuville    |
| Día 2 (10 de mayo)       | SS3   | Lousã 1               | 12.28 km  | Dani Sordo       | Hyundai i20 N Rally1   | 8:59.4  | Takamoto Katsuta    |
| Día 2 (10 de mayo)       | SS4   | Góis 1                | 14.30 km  | Dani Sordo       | Hyundai i20 N Rally1   | 9:07.2  | Takamoto Katsuta    |
| Día 2 (10 de mayo)       | SS5   | Arganil 1             | 18.72 km  | Thierry Neuville | Hyundai i20 N Rally1   | 11:40.5 | Takamoto Katsuta    |
| Día 2 (10 de mayo)       | SS6   | Lousã 2               | 12.28 km  | Sébastien Ogier  | Toyota GR Yaris Rally1 | 8:53.3  | Kalle Rovanperä     |
| Día 2 (10 de mayo)       | SS7   | Góis 2                | 14.30 km  | Dani Sordo       | Hyundai i20 N Rally1   | 9:03.1  | Kalle Rovanperä     |
| Día 2 (10 de mayo)       | SS8   | Arganil 2             | 18.72 km  | Kalle Rovanperä  | Toyota GR Yaris Rally1 | 11:36.0 | Kalle Rovanperä     |
| Día 2 (10 de mayo)       | SS9   | Mortágua 2            | 18.15 km  | Sébastien Ogier  | Toyota GR Yaris Rally1 | 11:24.2 | Kalle Rovanperä     |
| Día 3 (11 de mayo)       | SS10  | Felgueiras 1          | 8.81 km   | Kalle Rovanperä  | Toyota GR Yaris Rally1 | 5:44.3  | Kalle Rovanperä     |
| Día 3 (11 de mayo)       | SS11  | Montim 1              | 8.69 km   | Sébastien Ogier  | Toyota GR Yaris Rally1 | 5:32.7  | Sébastien Ogier     |
| Día 3 (11 de mayo)       | SS12  | Amarante 1            | 37.24 km  | Ott Tänak        | Hyundai i20 N Rally1   | 24:06.4 | Ott Tänak           |
| Día 3 (11 de mayo)       | SS13  | Paredes 1             | 16.09 km  | Sébastien Ogier  | Toyota GR Yaris Rally1 | 11:43.0 | Sébastien Ogier     |
| Día 3 (11 de mayo)       | SS14  | Felgueiras 2          | 8.81 km   | Ott Tänak        | Hyundai i20 N Rally1   | 5:45.9  | Sébastien Ogier     |
| Día 3 (11 de mayo)       | SS15  | Montim 2              | 8.69 km   | Ott Tänak        | Hyundai i20 N Rally1   | 5:28.7  | Sébastien Ogier     |
| Día 3 (11 de mayo)       | SS16  | Amarante 2            | 37.24 km  | Sébastien Ogier  | Toyota GR Yaris Rally1 | 24:09.6 | Sébastien Ogier     |
| Día 3 (11 de mayo)       | SS17  | Paredes 2             | 16.09 km  | Sébastien Ogier  | Toyota GR Yaris Rally1 | 11:36.0 | Sébastien Ogier     |
| Día 3 (11 de mayo)       | SS18  | SSS Lousada           | 3.36 km   | Adrien Fourmaux  | Ford Puma Rally1       | 2:30.8  | Sébastien Ogier     |
| Día 4 (12 de mayo)       | SS19  | Cabeceiras de Basto 1 | 19.91 km  | Sébastien Ogier  | Toyota GR Yaris Rally1 | 13:18.5 | Sébastien Ogier     |
| Día 4 (12 de mayo)       | SS20  | Fafe 1                | 11.18 km  | Ott Tänak        | Hyundai i20 N Rally1   | 6:35.3  | Sébastien Ogier     |
| Día 4 (12 de mayo)       | SS21  | Cabeceiras de Basto 2 | 19.91 km  | Ott Tänak        | Hyundai i20 N Rally1   | 13:08.7 | Sébastien Ogier     |
| Día 4 (12 de mayo)       | SS22  | Fafe 2 (Power Stage)  | 11.18 km  | Thierry Neuville | Hyundai i20 N Rally1   | 6:23.7  | Sébastien Ogier     |
| Fuente: ewrc-results.com |       |                       |           |                  |                        |         |                     |

### Power stage
El power stage fue un tramo de 11.18 km al final del rally. Se otorgaron puntos adicionales del Campeonato Mundial a los cinco más rápidos.
| Pos. | Piloto           | Copiloto         | Coche                  | Equipo                  | Tiempo | Puntos |
| ---- | ---------------- | ---------------- | ---------------------- | ----------------------- | ------ | ------ |
| 1    | Thierry Neuville | Martijn Wydaeghe | Hyundai i20 N Rally1   | Hyundai Shell Mobis WRT | 6:23.7 | 5      |
| 2    | Ott Tänak        | Martin Järveoja  | Hyundai i20 N Rally1   | Hyundai Shell Mobis WRT | +0.1   | 4      |
| 3    | Kalle Rovanperä  | Jonne Halttunen  | Toyota GR Yaris Rally1 | Toyota Gazoo Racing WRT | +2.2   | 3      |
| 4    | Sébastien Ogier  | Vincent Landais  | Toyota GR Yaris Rally1 | Toyota Gazoo Racing WRT | +2.3   | 2      |
| 5    | Takamoto Katsuta | Aaron Johnston   | Toyota GR Yaris Rally1 | Toyota Gazoo Racing WRT | +3.5   | 1      |

## Clasificación final
| World Rally Championship   | World Rally Championship | World Rally Championship   | World Rally Championship | World Rally Championship | World Rally Championship | World Rally Championship | World Rally Championship |
| Pos.                       | Piloto                   | Copiloto                   | Automóvil                | Equipo                   | Neumático                | Tiempo                   | Puntos                   |
| -------------------------- | ------------------------ | -------------------------- | ------------------------ | ------------------------ | ------------------------ | ------------------------ | ------------------------ |
| 1                          | Sébastien Ogier          | Vincent Landais            | Toyota GR Yaris Rally1   | Toyota Gazoo Racing WRT  | P                        | 3:41:32.3                | 23                       |
| 2                          | Ott Tänak                | Martin Järveoja            | Hyundai i20 N Rally1     | Hyundai Shell Mobis WRT  | P                        | +7.9                     | 22                       |
| 3                          | Thierry Neuville         | Martijn Wydaeghe           | Hyundai i20 N Rally1     | Hyundai Shell Mobis WRT  | P                        | +1:09.8                  | 19                       |
| 4                          | Adrien Fourmaux          | Alexandre Coria            | Ford Puma Rally1         | M-Sport Ford WRT         | P                        | +1:47.8                  | 12                       |
| 5                          | Dani Sordo               | Cándido Carrera            | Hyundai i20 N Rally1     | Hyundai Shell Mobis WRT  | P                        | +2:48.9                  | 11                       |
| 6                          | Elfyn Evans              | Scott Martin               | Toyota GR Yaris Rally1   | Toyota Gazoo Racing WRT  | P                        | +6:36.0                  | 6                        |
| 7                          | Nikolay Gryazin          | Konstantin Aleksandrov     | Citroën C3 Rally2        | DG Sport Compétition     | P                        | +11:48.4                 | 4                        |
| 8                          | Jan Solans               | Rodrigo Sanjuan de Eusebio | Toyota GR Yaris Rally2   | Jan Solans               | P                        | +11:52.9                 | 3                        |
| 9                          | Josh McErlean            | James Fulton               | Škoda Fabia RS Rally2    | Josh McErlean            | P                        | +11:56.1                 | 2                        |
| 10                         | Lauri Joona              | Janni Hussi                | Škoda Fabia RS Rally2    | Lauri Joona              | P                        | +13:40.3                 | 0                        |
| World Rally Championship 2 |                          |                            |                          |                          |                          |                          |                          |
| 1 (8.)                     | Jan Solans               | Rodrigo Sanjuan de Eusebio | Toyota GR Yaris Rally2   | Jan Solans               | P                        | 3:53:25.2                | 25                       |
| 2 (9.)                     | Josh McErlean            | James Fulton               | Škoda Fabia RS Rally2    | Josh McErlean            | P                        | +3.2                     | 18                       |
| 3 (10.)                    | Lauri Joona              | Janni Hussi                | Škoda Fabia RS Rally2    | Lauri Joona              | P                        | +1:47.4                  | 15                       |
| 4 (11.)                    | Fabrizio Zaldivar        | Marcelo Der Ohannesian     | Škoda Fabia RS Rally2    | Fabrizio Zaldivar        | P                        | +2:14.4                  | 12                       |
| 5 (12.)                    | Yohan Rossel             | Arnaud Dunand              | Citroën C3 Rally2        | DG Sport Compétition     | P                        | +2:30.6                  | 10                       |
| 6 (13.)                    | Roope Korhonen           | Anssi Viinikka             | Toyota GR Yaris Rally2   | Roope Korhonen           | P                        | +3:13.3                  | 8                        |
| 7 (14.)                    | Martin Prokop            | Michal Ernst               | Škoda Fabia RS Rally2    | Martin Prokop            | P                        | +4:53.2                  | 6                        |
| 8 (15.)                    | Georg Linnamäe           | James Morgan               | Toyota GR Yaris Rally2   | Georg Linnamäe           | P                        | +6:37.7                  | 4                        |
| 9 (16.)                    | Roberto Daprà            | Luca Guglielmetti          | Škoda Fabia Rally2 evo   | Roberto Daprà            | P                        | +8:06.4                  | 2                        |
| 10 (17.)                   | Armindo Araújo           | Luís Ramalho               | Škoda Fabia RS Rally2    | Armindo Araújo           | P                        | +10:20.2                 | 1                        |
| World Rally Championship 3 |                          |                            |                          |                          |                          |                          |                          |
| 1 (18.)                    | Diego Dominguez Jr       | Rogelio Peñate             | Ford Fiesta Rally3       | Diego Dominguez Jr       | P                        | 4:09:54.7                | 25                       |
| 2 (19.)                    | Mattéo Chatillon         | Maxence Cornuau            | Renault Clio Rally3      | Mattéo Chatillon         | P                        | +48.9                    | 18                       |
| 3 (20.)                    | Bruno Bulacia            | Gabriel Morales            | Ford Fiesta Rally3       | Bruno Bulacia            | P                        | +2:46.7                  | 15                       |
| 4 (22.)                    | Jan Černý                | Ondřej Krajča              | Ford Fiesta Rally3       | Jan Černý                | P                        | +6:38.1                  | 12                       |
| 5 (24.)                    | Ghjuvanni Rossi          | Kylian Sarmezan            | Renault Clio Rally3      | Ghjuvanni Rossi          | P                        | +8:44.6                  | 10                       |
| 6 (27.)                    | Tristan Charpentier      | Florian Barral             | Ford Fiesta Rally3       | Tristan Charpentier      | P                        | +23:46.6                 | 8                        |
| Fuente: ewrc-results.com   |                          |                            |                          |                          |                          |                          |                          |